# عديسة (قرية)
عديسة هي إحدى القرى اللبنانية من قرى قضاء مرجعيون في محافظة النبطية، يشتهر سكانها بالكرم والولاء للوطن.

## الاسم
عديسة تصغير عدسة وهي كلمة مشتقة من العدس أو ربما العدأة من مياه الينابيع المتفجرة، ويقال ان الاهالي كانوا يعيشون سابقا في خربة العدسة وهي الهضبة الشمالية من البلدة الحالية، وآخرون ينسبون تسمية البلدة إلى انتشار العدس البري فيها بشكل واسع في تلك الآونة مما أدى إلى تسميتها ب"عديسة"

## الموقع
تقع البلدة محاذاة الحدود الدولية مع فلسطين المحتلة من الجهة الشرقية. تبعد 14 كلم عن مركز القضاء في جديدة مرجعيون، و 64 كلم عن مدينة صيدا. ترتفع عن سطح البحر 700 متر. وتحدها كفركلا شمالا، هونين (من القرى السبع المحتلة) ومركبا جنوبا، اما من جهة الغرب فتحدها الطيبة ورب ثلاثين. تتبع عديسة إداريا لقضاء مرجعيون ومحافظة النبطية، أما قضائيا فلمحكمة مرجعيون.
تصل إلى عديسة من طريق بيروت - صيدا - النبطية - كفر تبنيت - دير ميماس - كفركلا - عديسة (97 كلم)، كما تصل إليها عن طريق عن طريق الساحل – الغندورية – الطيبة – عديسة، وكذلك عبر بنت جبيل – ميس الجبل – عديسة.
وللبلدة ميزة إستراتيجية تجعلها ممرا للوافدين وللعائدين ومحط أنظار مهم جدا حيث تقع في وادٍ تحده أربعة جبال يتخذ العدو الإسرائيلي من أحداها (تلة مسكافعام)أحد أهم مواقعه العسكرية. في الخمسينات أنشئ فيها مركز جمارك اعتبر نقطة عبور مهمة إلى فلسطين المحتلة (لكنه أقفل بعد اغتصاب فلسطين)، إضافة إلى وجود مخفر درك منذ الستينات.

## عديسة في التاريخ
وفق مصادر تاريخية فان لعديسة قصصا في الجهاد ضد الاستعمار تبدأ من أيام الاحتلال الفرنسي للبنان، وكلها تشير إلى أن البلدة عاشت مرحلة الثورة ضد هذا الاحتلال، وبرز عدد من أبنائها الثوار الذين حُكم عليهم بالإعدام والنفي والسجن، وكان بعضهم من الذين أرسلوا لمبايعة الملك فيصل وفق ما جرى في اجتماع الحجير ويقال أن الملك المذكور مر في البلدة بحكم موقعها حتى أنها كانت آخر محطة يقيم فيها، أما الثائر صادق حمزة فتقول المصادر التاريخية أنه دخل عديسة ورفع عليها العلم العربي كتعبير عن تطهير البلدة وجعلها تحت لواء السلطة العربية الشرعية.
ولعب الإقطاع السياسي دورا مهما في شق البلدة ونزعها أرضها. فبرز الإقطاع الأسعدي بشكل واضح عام ‍945 بعد أن أجبر آل الأسعد الأهالي على بيع أراضيهم ضمن خدعة أخذ الخوات المدمرة اقتصاديا للسكان بعد وضعهم أمام خيار من اثنين، أما البيع أو الضرائب الباهظة لتمكينهم من استثمار الأراضي، وكان آل الأسعد يستقوون على الفلاحين بحجة أن العدو الصهيوني سيأخذ الأرض عاجلاً أم آجلا، والنتيجة كانت سلب الأراضي عن طريق وثيقة محفورة ب"الزنكوغراف"، وهي عبارة عن صفقة بيع أراضي لبنانية لشركة يهودية، مقابل مبالغ قليلة مما أدى إلى اقتطاع أكثر من 1800 دونم من أراضي أهالي عديسة.
كما عانت عديسة طويلا من الاحتلال الإسرائيلي فقد كانت من أوائل القرى التي احتلها الجيش الاسرائلي في العام 1977 وبقيت تعاني من نير الاحتلال الذي لم يتركها إلا بعد أن أرغمته المقاومة على الخروج من الجنوب اللبناني في العام 2000 وكانت عديسة آخر قرية يخرج منها بعد التحرير ولكن آثاره بقيت على آراضيها حيث زرع آلاف الألغام في تلالها مانعاً الأهالي حتى اليوم من الوصول إليها.
وفي حرب تموز 2006 كانت عديسة أول القرى التي حاول العدو الإسرائيلي احتلالها ولكن المقاومة صدته رغم محاولاته المتكررة ولم يستطع احتلالها وسقط للعدو في إحدى المعارك وسط البلدة إثنا عشر قتيلا وسقط للمقاومة شهيدا يدعى حسين شري بقصف من الطيران الإسرائيلي الذي تدخل لنصرة جنوده وتأمين انسحابهم.

## الآثار
تحتوي البلدة على كثير من الآثار التاريخية من بينها المدافن والآبار القديمة والمغاور الخاصة في منطقة تسمى خربة العرصة التي كانت مغروسة بالأشجار المثمرة وعمل العدو على سلبها ومسح الأراضي من خلال شق طرقات تسهل حركة مروره وتنقلاته. يوجد في عديسة مقامان دينيان هما مقام الخضر (ع) ومقام النبي عويضة. كما يوجد في البلدة نبع ماء قديم العهد تمر مياهه عبر نفق تحت الأرض يعود بناؤه لمئات السنين لتصل إلى عين البلدة التي بنتها البلدية حديثا بالحجر الصخري على الطراز القديم.
فوق تلة مشرفة على بلدة عديسة يقف شامخا قصر تراثي يعود تاريخ بنيانه وفقا لروايات الأهالي لعهد الأمير فخر الدين المعني الكبير. هذا القصر، مع قطعة أرض تابعة له (عقار رقم 3 عديسة) تعود ملكيته لخزينة الدولة اللبنانية – وزارة المالية.
أهمل هذا البناء لعقود عدة وطالته يد الغدر الإسرائيلي خلال عدوان تموز 2006 فانهار قسم من واجهته الأمامية ومدخله الرئيسي وانهارت بعض جسور الخشب التي تحمل سقفه القرميدي.
بذلت البلدية ما بوسعها للمحافظة على هذا الموقع التراثي وتمكّنت مؤخرا من المباشرة بإعادة ترميمه بالتعاون مع وزارة الشؤون الاجتماعية والحكومة الإيطالية.

## مراحل الأسر
تعرضت البلدة قبل الاحتلال كغيرها من البلدات والقرى الجنوبية إلى اعتداءات متكررة نتج عنها استشهاد مواطنين وتدمير منازل وتهجير عائلات بأكملها. وعانت البلدة من الاحتلال الإسرائيلي والإجراءات التعسفية وفرض التجنيد الإجباري على شبانها. وبمحاذاة بلدة عديسة تقع مستعمرة "مسكاف عام"، حيث أن أراضي هذه المستعمرة في الأصل هي لأهالي العديسة. أما مزار العويضة بين كفر كلا وعديسة فيقابل قلعة شقيف حيث كان مركزا عسكريا للجيش اللبناني ويعتبر موقعا إستراتيجيا يشرف على الجنوب وفلسطين المحتلة، وعلى أراضي البلدة أنشأ العدو مطارات عسكرية ووضع فيها بطاريات مدفعية.

## المرافق الرسمية
تتبع عديسة إداريا لقضاء مرجعيون ومحافظة النبطية، أما قضائيا فلمحكمة مرجعيون. في الخمسينات أنشئ فيها مركز جمارك اعتبر نقطة عبور مهمة إلى فلسطين المحتلة (لكنه أُقفل بعد اغتصاب فلسطين)، إضافة إلى وجود مخفر درك منذ الستينات. أما بالنسبة لاتصالاتها، فإن الهاتف أصبح مؤمنا لكل منازل البلدة إضافة إلى تغطية الشبكة الخليوية. وفي البلدة مدرسة رسمية متوسطة مختلطة ومركز تابع لوزارة الشؤون الاجتماعية ومستوصف.سكانها: يبلغ عدد أهالي عديسة الإجمالي حوالي 8500 نسمة. يقيم ما نسبته 70 % منهم خارج البلدة ويتردد معظمهم إليها خصوصا في فصل الصيف و 20 % يسكنون بشكل دائم في حين أن ال10 % الباقين منتشرون في بلاد الاغتراب والدول العربية. يتوزع أهالي البلدة على 62 عائلة.

## اقتصادها
مع بداية هجرة اليد العاملة جراء الاحتلال الصهيوني عام 1979، أصبحت الأرض تزرع بالحبوب وبعض أشجار الزيتون والكرمة، إضافة إلى الأشجار الحرجية التي تكسو مساحة لا بأس بها من البلدة، ويلاحظ أن الزراعة لا تزال حتى يومنا هذا تقليدية وضعيفة نسبيا، حيث تعتمد فيها الطريقة البدائية، ويعاني المزارعون من وجود الألغام التي زرعتها القوات الإسرائيلية قبل انسحابها من البلدة حيث بقي حوالي 3500 دونما بورا لا يستطيع الأهالي الوصول إليها. أما الأراضي الباقية فتكثر بمعظمها الصخور والجلول المرتفعة المؤدية إلى قلة الأراضي المزروعة وتركها دون أن لا يستفاد من ثروتها، وهذا يتطلب استصلاح الأراضي واعتماد المكننة الحديثة. وفي ظل هذه المجريات، نشط حقل التجارة بشكل ملفت فقد كثرت في الآونة الأخيرة المحلات التجارية وأصبح في البلدة ما يزيد عن مئتي مؤسسة تجارية بالإضافة إلى ازدهار الحركة العمرانية التي يعمل المغتربون على دعمها ماديا، فقد تم إنشاء عمارات مهمة في طرفي البلدة الشرقي والغربي واتصالها بعمارات المناطق المجاورة. ويوجد في البلدة بعض معامل حدادة وتصليح سيارات، مكابس حجارة، كسارات وفبارك للأخشاب، بالإضافة إلى المحال التجارية المنوعة.

## الخدمات العامة
اشتهرت البلدة سابقا بمياهها العذبة التي تزود بها من نبع ماء طبيعي (عين الضيعة) التي كانت محطة القوافل المسافرة من صور إلى الشام والقنيطرة أو تلك القادمة من فلسطين إلى صيدا وصور. والتي أصبحت ملوثة وغير صالحة للشرب أثناء فترة الاحتلال الإسرائيلي للبلدة. ومع وصول المجلس البلدي المنتخب حديثا قام بتنظيف مجاري المياه وتغيير قساطل جر المياه المهترئة وتركيب محطة حديثة لتكرير المياه وأصبحت مياه العين صالحة للشرب حيث يقوم المجلس البلدي بسحب عينات من المياه إسبوعيا وفحصها في المختبرات المعتمدة للتأكد من مدى صلاحيتها إضافة إلى الفحوصات الشهرية التي تجريها قوات الطوارئ الدولية. ويوجد عين أخرى على التلة الشمالية المطلة على البلدة وثالثة في تلة العويضة، في الثمانينات أنشأت الدولة خزانا رئيسيا للاستفادة من مياه الخدمة وقد أكمله أهالي البلدة بجهودهم وبالتبرعات المالية التي قدمت لهذا المشروع من المغتربين وغيرهم. والجدير ذكره أنه قبل العام إلفين قام مجلس الجنوب بمحاولتين لحفر آبار ارتوازية في البلدة ولم يصل إلى نتيجة حيث ظهرت بعض المياه الكبريتية غير صالحة للاستعمال. في حين أن الآبار القديمة والمحفورة منذ الانتداب الفرنسي للبنان تستعمل على نطاق ضيق جدا. وتستفيد البلدة في الوقت الحالي من مشروع الليطاني حيث تصلها المياه مرة واحدة في الإسبوع صيفا، وتنقطع أغلب أيام فصل الشتاء.

## الطاقة
تخضع البلدة لنظام التقنين ومزاجية موظفي الكهرباء إضافة إلى مشكلة المحولات القديمة التي تشهد على تاريخ وصول الكهرباء إلى البلدة وهي لا تكفي الاستهلاك المحلي. وفي مطلع التسعينات طلب الأهالي الحصول على محولات إضافية من الدولة، وبعد محاولات عديدة من الأهالي والمجلس البلدي الجديد استحدثت محولات إضافية ويوجد في البلدة محطتان للوقود. بعد انتهاء حرب تموز 2006 أقدمت البلدية على تركيب مولدي كهرباء وهما هبتان مقدمتان من الجمهورية الإسلامية الإيرانية ودولة الإمارات العربية)ومؤخرا تم تركيب مولد ثالث هبة مقدمة من المملكة الأسبانية لتزويد كامل أبناء البلدة بالتيار الكهربائي ومدت البلدية شبكة كهربائية شملت معظم منازل البلدة ومنذ ذلك الحين تقوم بتأمين التغذية الكهربائية لكافة المنازل أثناء فترات النقنين وبسعر الكلفة فقط بالنسبة للمحروقات وتغطي البلدية من حسابها باقي المصاريف.

## الوضع البيئي والصحي
يستخدم الاهالي حفرا صحية لتسريب المياه الاسنة من المنازل إلى باطن الأرض، وتغطي البلدية قسما من كلفة شفط هذه الجور ورمي محتوياتهابواسطة الية خاصة تستاجر لهذه الغاية. كما تؤمن البلدية الية وعمال لجمع النفايات يوميا وتقوم بحملات نظافة دورية وكنس وتنظيف لكافة شوارع واحياء البلدة. وتجمع النفايات وتحرق في مكان مخصص لهذه الغاية. وعلى المستوى الصحي، يعتمد الاهالي على مستوصف انشاته وزارة الشؤون الاجتماعية وزودته بالمعدات اللازمة وتعاقدت مع بعض الأطباء لمعاينة المرضى ومعالجتهم، اما بالنسبة للحالات الطارئة فيتم نقلها إلى مستشفى مرجعيون على بعد 14 كلم بواسطة سيارة اسعاف حديثة اشترتها البلدية وتؤمن لها سائقا مناوبا بشكل دائم.

## الوضع التربوي
تأسست مدرسة عديسة منذ العام 1926 وبعد محاولات ومطالبات عديدة بتحسين المدرسة قدمت القرية أرضاً مساحتها 11 دونما وهي مشاع للدولة في منطقة الوسطاني، وأقدم مجلس الجنوب على بناء مدرسة على الأرض المذكورة، فكانت مدرسة عديسة المتوسطة المؤلفة من عدة طوابق وملعب.

## البلدية
يتالف المجلس البلدي في عديسة من 15 عضوا انتخب المجلس البلدي الأول في العام 2001 برئاسة المحامي أسامة عباس رمال ونائب الرئيس علي عبد الله سيد والأعضاء حسن رضا أمين كامل حسن طباجة علي الأسمر شادي رمال سمير سميح رسلان الشيخ خضر أحمد رمال حسين علي اشمر أحمد حاريصي حسين حسن رمال علي مصباح طباجة جمال حسين والآنسة إيمان بعلبكي، والمجلس البلدي الثاني في العام 2004 برئاسة المحامي أسامة عباس رمال ونائب الرئيس عباس حسن طباجة والأعضاء حسن رضا أمين علي الأسمر حسين شومر سمير سميح رسلان محمد سلمان رمال حسين علي أشمر أحمد حاريصي حسين حسن رمال سالم دياب رضوان حسين علي محمد رمال حسين علي بعلبكي علي إبراهيم رمال.
و في العام 2010 انتخب المجلس البلدي الثالث برئاسة علي محمد رمال ونائب الرئيس حسن رضا امين والأعضاء الآنسة سهام مقشر، علي الأسمر، طارق أشمر، علي إبراهيم رمال، سهيل أحمد رمال، علي رضا، خليل رمال، خليل بعلبكي، خضر رسلان، نزار بعلبكي، أحمد إبراهيم، محمد موسى، حسين حسن رمال. وثلاث مخاتير: عدنان رشيد الخليل، حسن محمود سيد وخليل علي رمال.
أخذت وزارة الداخلية والبلديات علـما بتأسيس الجمعية الـمسماة:
«الجمعية الخيرية الإجتماعية في بلدة العديسة»
مركزها: حارة حريك ــ العقار رقم 2191 ــ القسم رقم 12 ــ قضاء بعبدا.
غايتها: ــ تعمل الجمعية على تحقيق تنمية مستدامة شاملة في بلدة العديسة، وتطوير بيئتها ومرافقها الحيوية وتقوية أواصرها الاجتماعية وتحسين معيشة الـمعدمين والأسر الفقيرة فيها وتخفيف معاناة الأفراد الأكثر فقرا ومد يد العون للعائلات الـمعوزة وتقديم الخدمات الإغاثية والصحية وتعزيز التكافل الاجتماعي والـمساهمة في رفاهية أبناء البلدة والعناية بالشؤون الزراعية والبيئية من خلال:
ــ مكافحة الفقر والبؤس الـمادي والاجتماعي ورعاية الايتام والفقراء والـمحتاجين والـمحرومين والعجزة والـمسنين وذوي الحاجات الخاصة وامدادهم بالـمساعدات الـمالية والعينية وتوفير العناية الصحية والاستشفائية والاجتماعية لهم وتحسين ظروفهم في محل اقامتهم، وتنظيم البرامج الثقافية والترفيهية لهم.
ــ تشجيع أبناء البلدة على أعمال البر والإحسان، والقيام بحملات توعية الضمير الجماعي، وعقد الاجتماعات وممارسة النشاطات الهادفة الى ربط الـميسورين بالـمعسرين وإيصال التبرعات الى الـمعوزين.
ــ نشر موائد الإطعام الـمجاني للـمساكين في البلدة لا سيما خلال شهر رمضان، وتوزيع وجبات الطعام على معدومي الدخل والعائلات الـمتعففة.
ــ مجابهة الأمية والبطالة ومنع عمالة الأطفال وتوسيع اكتساب الـمهارات الـمهنية والحرفية الرائجة وتوفير فرص العمل لأبناء البلدة.
ــ دعم التعليم الـمدرسي والـمهني الرسمي والخاص في البلدة وتشييد الـمدارس الـمجانية والـمعاهد والـمراكز الـمتخصصة بالتعليم والتدريب الـمهني والحرفي العادي والـمعجل ومحو الأمية.
ــ إعطاء الـمنح الدراسية والقروض لطلاب الـمدارس والـمعاهد من اجل مساعدتهم وتوجيههم في إتمام دراستهم وإيجاد فرص عمل لهم.
ــ العمل على تأمين الامكانات التربوية والظروف الصحية والبرامج النفسية والذهنية الـملائمة لذوي الاحتياجات الخاصة وللطلاب من اصحاب الصعوبات التعليمية.
ــ الـمساهمة في إنشاء الـمستوصفات الخيرية والـمراكز الصحية وتقديم الطبابة والاستشفاء للـمحتاجين.
ــ الحفاظ على البيئة بوجوهها كافة عبر تأمين الشتول وزيادة الـمساحات الخضراء وإنشاء وتأهيل الحدائق العامة وتشجير الطرقات وتجميل الـمرافق العامة والقيام بالأنشطة الصديقة للبيئة والتشجيع على حمايتها.
ــ مساعدة الـمزارعين على استصلاح وحراثة وزرع الأراضي والاعتناء بها وإقامة الـمشاتل وتنفيذ برامج تطوير الزراعة، والعمل على تأهيل الـمزارعين وتزويدهم بالتقنيات الحديثة، وتعميم الارشاد الزراعي ونشر الثقافة الزراعية في اوساط الـمزارعين.
ــ الـمساعدة في حفر وتجهيز آبار الـمياه وبناء الخزانات وتمديد وتأهيل شبكات وأقنية مياه الشفة والري والـمجاري الصحية وأقنية تصريف الأمطار في البلدة، وإنشاء وتركيب مشاريع كهربائية تعتمد على الطاقة النظيفة (شمسية أو هوائية أو غيرها(.
ــ إضاءة الوجه الحضاري للبلدة وإبراز معالـمها الأثرية وتنشيط موقعها السياحي وإقامة الـمهرجانات التراثية والـمعارض والأسواق.
ــ إنشاء مكتبة عامة للبلدة وتشجيع مواهب أبنائها في الـمسرح والـموسيقى والرسم والشعر والأدب وسائر الفنون الشعبية والـمتنوعة.
ــ رفع الـمستوى الفكري والثقافي لأبناء البلدة وإيجاد مساحة مشتركة للحوار والتلاقي عبر عقد الندوات وتنظيم الـمحاضرات ومواكبة الدراسات والـمؤلفات.
ــ إحياء الـمناسبات الدينية والوطنية في البلدة، وتوعية الناشئة على الأخلاق الحميدة والـمثل العليا.
على أن تطبق البنود الـمذكورة أعلاه وفقا للقوانين والأنظمة الـمرعية الإجراء وبعد موافقة الـمراجع الـمختصة.
الـمؤسسون السادة:
محمد حسين موسى
مريم علي شومر
حسن رضا امين
غدير اسامه رمال
محمد سعيد رمال
محمود حسن طباجه
ممثل الجمعية تجاه الحكومة:
السيد محمد حسين موسى